# 艾米的抉擇
〈艾米的抉擇〉（英語：Amy's Choice）是科幻电视剧《異世奇人》的第五季第7集，2010年5月15日首播于英國廣播公司第一台。本集的编剧是常写情景喜剧的编剧西蒙·奈，导演是凯瑟琳·莫斯黑德（Catherine Morshead）。
时间领主博士（馬特·史密斯饰） 和他的助手艾米·邦德（凯伦·吉兰饰）与未婚夫Rory（阿瑟·达维尔饰）被神秘的“梦境领主”困住，他们在两个不同的现实中不停地睡着和醒来。一个现实中，艾米和Rory幸福地结婚但被外星人化装成的老人纠缠，另一个现实是在博士的时间机器TARDIS里，快要被附近的天文现象冻死。他们必须选择哪个是真的，在假的里死去就会在现实中醒来，并且逃脱这个圈套。故事的最后揭晓，梦境领主实际是博士阴暗面和自我厌憎的表现。
编剧写这集是为探寻和测试艾米与博士和Rory的关系。首席编剧史蒂芬·莫法特建议喜剧编剧西蒙·奈写围绕着分裂梦境概念的一集，建议他为此集创造一个怪物，这使他为本集写了养老院梦境。艾米和Rory梦境的村庄拍摄于威尔士Skenfrith，使用了電腦繪圖和假肢。《艾米的抉擇》在英国播出时有755万观众收看，获得84分的欣赏指数。评论家对本集的评价不一，本集的超现实主义最被称赞，并认为这是本季最好的剧本之一，但一些评论家认为本集不够恐怖，导演地“平淡”。